# IC 5334
IC 5334 — галактика типу Sab (компактна витягнута галактика) у сузір'ї Водолій.
Цей об'єкт міститься в оригінальній редакції індексного каталогу.